# Hydraena oblio
Hydraena oblio är en skalbaggsart som beskrevs av Perkins 1980. Hydraena oblio ingår i släktet Hydraena och familjen vattenbrynsbaggar. Inga underarter finns listade i Catalogue of Life.